# Jacques Dutronc
Jacques Dutronc (Párizs 17. kerülete, 1943. április 28. –) César-díjas francia sanzonékes, gitáros, dalszerző, színész. 1981 óta házastársa Françoise Hardy énekesnőnek, 1990-es évek óta külön élnek.

## Pályakép
1963–1964 között a Dutronc az El Toro et les Cyclones együttes gitárosa volt, amellyel több EP-t is rögzített. Katonai szolgálata után Jacques Wolfsohn, a Vogue Records művészeti igazgatója asszisztense volt. Sok  dalt hangszerelt akkor kevéssé ismert előadóknak, mint például Zou Zou és Cléo.
1966 elején Jacques Lanzmann azt javasolta Dutroncnak, hogy vegye fel az Et moi, et moi, et moi-t. A dal 1966-ban jelent meg, és nagy sikert aratott Franciaországban.
Lanzmann (szöveg) és Dutronc (zene) duója aztán a francia pop számos klasszikusát hozta létre. (Les Playboys, Le cactus, Il est cinq heures, Paris s'éveille...).
Dutroncot mindenekelőtt ironikus, parodizáló távolságtartása különbözteti meg korának többi énekesétől.
Jacques Dutronc a korzikai Monticellóban él. Françoise Hardy-val közös fia, Thomas Dutronc szintén zenész és színész. Több albumon dolgoztak együtt.

## Lemezválogatás
- 1966: Et moi, et moi, et moi
- 1966: Les playboys
- 1966: Les cactus
- 1966: Jacques Dutronc
- 1967: J’aime les filles
- 1967: Le plus difficile
- 1968: Il est cinq heures, Paris s’éveille
- 1968: Disque d’or de la chanson
- 1968: Le courrier du cœur
- 1968: L’opportuniste
- 1968: A tout berzingue
- 1968: La Seine
- 1969: L’aventurier
- 1969: L’hôtesse de l’air
- 1970: A la vie à l’amour
- 1980: Guerre et pets
- 1992: Dutronc au casino
- 1995: Brèves Rencontres
- 2003: Madame l’existence
- 2022: Dutronc et Dutronc

## Filmek
Antoine et Sébastien, (r.: Jean-Marie Périer), Jean-Luc Godard, Claude Lelouch, Andrzej Żuławski, Maurice Pialat és más francia rendező filmjeiben.
Romy Schneider férje a L’important c’est d’aimer (1975) c. filmben.
Szerepelt Isabelle Huppert-rel a Save Yourself-ben (1998).
Címszereplő volt a Van Goghban (1991), ami a festő életének utolsó három hónapját mutatja be. Ezért a szerepért megkapta a César-díjat.
- Jacques Dutronc az IMDb-n

## Díjak
- 1991: César-díj (Van Gogh)

## Fordítás
- Ez a szócikk részben vagy egészben  a   Jacques Dutronc című német Wikipédia-szócikk ezen változatának fordításán alapul.  Az eredeti cikk szerkesztőit annak laptörténete sorolja fel. Ez a jelzés csupán a megfogalmazás eredetét és a szerzői jogokat jelzi, nem szolgál a cikkben szereplő információk forrásmegjelöléseként.